# Dean R. Koontz
Dean Ray Koontz (Everett, Pennsylvania, 1945. július 9. –) amerikai író.

## Élete
Bedford közelében, szegény családban nőtt fel. Bár szülei haszontalan időtöltésnek tartották, gyakran menekült olvasmányai fantáziavilágába. Nyolcévesen kezdett el írni, tizenegy évesen pedig huszonöt dollárt nyert egy novellájával (írásának témája: milyen amerikainak lenni). 1957-ben érdeklődése a már a különös, bizarr témák felé fordult. 1962-ben megismerkedett Gerda Ann Cerrával. Egy évvel később befejezte középiskolai tanulmányait, és tanárképző főiskolára ment, ahol főszakjaként az angolt választotta. Itt tért át a katolikus hitre. Húszévesen „The Kittens” című írásával megnyerte az Atlantic Monthly novellapályázatát. Az 1965-66-os év telére a The Reflector című lap novella-szerkesztője lett. 1966-ban befejezte a tanárképzőt, és a pennsylvaniai Saxtonban kezdett el tanítani. Ez év október 15-én a virginiai Williamsburgben feleségül vette Gerdát. „The Kittens” című írása megjelent a Readers and Writersben. Egy évvel később, 1969-ben abbahagyta a tanítást, hogy minden idejét az írásnak szentelhesse. Ez év februárjában, 53 évesen meghalt Florence, Dean édesanyja.
1973-tól felesége, Gerda is publikál. Egy évvel később ő is felmondta az állását, hogy férjével együtt dolgozhasson. Két évvel később a nevadai Las Vegasba, egy évvel később a kaliforniai Orange-ba költöztek. 1977-ben Dean apja hozzájuk költözött. Ekkor jelent meg az első film, ami Dean egyik írása alapján készült. 3 évvel később megjelent első olyan puhafedeles regénye (Whispers), amit a saját neve alatt publikált, és bestseller lett.
Tíz évvel azután, hogy hozzájuk költözött, az apja megpróbálta megölni. Ugyanebben az évben Dean elnyerte az Amerikai Horrorírók Szövetségének elnöki tisztét. Egy évvel később az apja ismét megpróbálta megölni, ezért Dean kérelmezi az apja pszichiátriai kezelését.
1989-ben a shippensburgi egyetem díszdoktorává avatta. Két évvel később meghalt az apja. Még ebben az évben feleségével a kaliforniai Newport Beachbe költöztek, és azóta is ott élnek.
A '60-as és '70-es évek fordulóján kifogyhatatlan fantáziával és kitűnő írói érzékkel kezdett el írni. Az azóta eltelt évek alatt több mint 70 regényt írt, amelyek közül húsznál is több szerepelt az amerikai és nemzetközi sikerlistákon. Sokan abba a hibába esnek, hogy egyszerűen horrorírónak tekintik, pedig sokkal inkább horrorisztikus elemekkel átszőtt pszichothrillereket ír.
Műveire jellemzőek az egyszerű, hétköznapi főszereplők, akik ezek ellenére hősies tetteket hajtanak végre. Az állatok (főleg kutyák és macskák) szintén kiemelkedő szerepet kapnak.

## Regényei, novellái
- 1965 The Kittens (kisregény)
- 1965 This Fence (kisregény)
- 1965-1967 The Reflector (költészeti gyűjtemény)
- 1966 Some Disputed Barricade (kisregény)
- 1966 A Miracle is Anything (kisregény)
- 1966 Ibsen's Dream (esszé)
- 1966 Of Childhood (esszé)
- 1967 To Behold the Sun (kisregény)
- 1967 Love 2005 (kisregény)
- 1967 Soft Come the Dragons (kisregény)
- 1968 The Psychedelic Children (kisregény)
- 1968 The Twelfth Bed (kisregény)
- 1968 Dreambird (kisregény)
- 1968 Star Quest
- 1969 Fear That Man
- 1969 The Fall of the Dream Machine
- 1969 Muse (kisregény)
- 1969 The Face in His Belly: Part One (kisregény)
- 1969 Dragon In the Land (kisregény)
- 1969 The Face in His Belly: Part Two (kisregény)
- 1969 Where the Beast Runs (kisregény)
- 1969 Killerbot (kisregény) átdolgozott kiadása 1977-ben jelent meg A Season for Freedom címmel
- 1969 Temple of Sorrow (kisregény)
- 1969 In the Shield (kisregény)
- 1970 The Dark Symphony
- 1970 Hung (Leonard Chris álnéven)
- 1970 Hell's Gate
- 1970 Dark of the Woods
- 1970 Beastchild (átdolgozott kiadása 1992-ben jelent meg)
- 1970 Anti-Man
- 1970 The Underground Lifestyles Handbook (társszerző Gerda Koontz)
- 1970 The Pig Society (társszerző Gerda Koontz)
- 1970 Soft Come the Dragons (kisregény gyűjtemény)
- 1970 Bounce Girl (társszerző Gerda Koontz) 1973-ban Aphrodisiac Girl címmel újra kiadták
- 1970 Unseen Warriors (kisregény)
- 1970 Shambolain (kisregény)
- 1970 The Crimson Witch (kisregény)
- 1970 Beastchild (kisregény)
- 1970 Emenations (kisregény)
- 1970 The Mystery of His Flesh (kisregény)
- 1970 The Good Ship Lookoutworld (kisregény)
- 1970 Nightmare Gang (kisregény) (Lidérc banda)
- 1970 A Third Hand (kisregény)
- 1971 Demon Child (Deanna Dwyer álnéven)
- 1971 Legacy of Terror (Deanna Dwyer álnéven)
- 1971 The Crimson Witch
- 1971 Bruno (kisregény)
- 1972 A Darkness in my Soul
- 1972 Chase (K. R. Dwyer álnéven)
- 1972 Children of the Storm (Deanna Dwyer álnéven)
- 1972 The Dark of Summer (Deanna Dwyer álnéven)
- 1972 Dance with the Devil
- 1972 The Flesh in the Furnace
- 1972 Starblood
- 1972 Time Thieves
- 1972 Warlock!
- 1972 Writing Popular Fiction
- 1972 A Mouse in the Walls of the Global Village (kisregény)
- 1972 Ollie's Hands (kisregény)
- 1972 Altarboy (kisregény)
- 1972 Cosmic Sin (kisregény)
- 1972 The Terrible Weapon
- 1973 Aphrodisiac Girl (Az 1970-es Bounce Girl újrakiadása)
- 1973 Blood Risk
- 1973 Demon Seed
- 1973 Hanging On
- 1973 The Haunted Earth
- 1973 Shattered (Összetörve) (K. R. Dwyer álnéven)
- 1973 A Werewolf Among Us
- 1973 Dance with the Devil (Deanna Dwyer álnéven)
- 1973 Blood Risk (Brian Coffey álnéven)
- 1973 The Undercity (kisregény)
- 1973 Terra Phobia (kisregény)
- 1973 Wake Up To Thunder (kisregény)
- 1973 The Sinless Child (kisregény)
- 1973 Grayworld (kisregény)
- 1974 After the Last Race
- 1974 Night of the Storm (kisregény)
- 1974 We Three (kisregény)
- 1974 Strike Deep
- 1974 Surrounded (Brian Coffey álnéven)
- 1975 Dragonfly (K. R. Dwyer álnéven)
- 1975 Invasion (Aaron Wolfe álnéven) (Téli hold) (1994-ben Winter Moon címmel újra kiadják)
- 1975 The Long Sleep (John Hill álnéven)
- 1975 Nightmare Journey
- 1975 The Wall of Masks (Brian Coffey álnéven)
- 1976 Night Chills (Hideglelés)
- 1976 Prison of Ice (A jéghegy foglyai/Jégcsapda) (1995-ben Icebound címmel újra kiadják)
- 1977 The Face of Fear (Brian Coffey álnéven) (Rettegés)
- 1977 The Vision (Látomás)
- 1977 A Season for Freedom (az 1969-es Killerbot átdolgozott kiadása)
- 1979 The Key to Midnight (Leigh Nichols álnéven) (Kulcs az éjfélhez)
- 1980 The Funhouse (Owen West álnéven)
- 1980 The Voices of the Night (Brian Coffey álnéven) (Az éjszaka hangjai)
- 1980 Whispers (A visszatérő)
- 1981 The Eyes of Darkness (Leigh Nichols álnéven) (A sötétség szeme)
- 1981 The Mask (Owen West álnéven) (Maszk)
- 1981 How to Write Best-Selling Fiction
- 1982 The House of Thunder (Leigh Nichols álnéven) (Amnézia)
- 1983 Phantoms (Az ősellenség)
- 1984 Darkfall (Pokoli hordák)
- 1984 Twilight (Végítélet) (1990-ben The Servants of Twilight címmel újra kiadják)
- 1985 The Door to December (Richard Paige álnéven) (A rettegés ajtaja)
- 1985 Twilight Eyes
- 1986 Strangers (Idegenek)
- 1986 The Black Pumpkin (kisregény)
- 1986 The Monitors of Providence (kisregény)
- 1986 Snatcher (kisregény)
- 1986 Weird World (kisregény)
- 1986 Down in the Darkness (kisregény)
- 1987 Shadow Fires (Leigh Nicols álnéven) (1990-ben Dark Harvest címen jelent meg)
- 1987 Watchers (Virrasztók)
- 1987 Graveyard Highway (kisregény)
- 1987 Twilight of the Dawn (kisregény)
- 1987 Miss Atilla the Hun (kisregény)
- 1987 Hardshell (kisregény)
- 1987 The Interrogation (kisregény)
- 1988 Lightning (Égi jel)
- 1988 Oddkins: A Fable for All Ages
- 1989 Midnight (Éjfél)
- 1989 Trapped (kisregény) (Csapdában)
- 1990 The Bad Place (A rossz hely)
- 1990 The Servants of Twilight (Leigh Nichols álnéven) (Végítélet) (Az 1984-es Twilight újrakiadása)
- 1991 Cold Fire (Hideg tűz)
- 1992 Hideaway (Rejtekhely)
- 1993 Dragon Tears
- 1993 Mr. Murder (Mr. Murder)
- 1994 Dark Rivers of the Heart (A szív sötét folyói)
- 1994 Winter Moon (Téli hold) (Az 1975-ös Invasion újrakiadása)
- 1995 Icebound (A jéghegy foglyai/Jégcsapda) (Az 1976-os Prison of Ice újrakiadása)
- 1995 Strange Highways (novella gyűjtemény)
- 1996 Intensity (Végsőkig)
- 1996 Santa’s Twin (kisregény)
- 1997 Sole Survivor (A túlélő)
- 1997 Ticktock (Tiktak)
- 1998 Fear Nothing (Ne félj!)
- 1998 Pinkie (kisregény)
- 1999 False Memory (Idegen emlékek)
- 1999 Seize the Night (Az éjszaka foglya)
- 1999 Black River (kisregény)
- 2000 From the Corner of His Eye (A szeme sarkából)
- 2001 One Door Away from Heaven (Menekülés)
- 2001 The Book of Counted Sorrows
- 2001 The Paper Doorway : Funny Verse and Nothing Worse
- 2001 Qual Con (kisregény)
- 2002 By the Light of the Moon (A hold fényénél)
- 2003 The Face (Az arc)
- 2003 Odd Thomas (A halottlátó – Odd Thomas első története)
- 2003 Every Day's a Holiday : Amusing Rhymes for Happy Times
- 2003 The Book of Counted Sorrows (költészeti gyűjtemény)
- 2004 Robot Santa: The Further Adventures of Santa's Twin
- 2004 Life Expectancy
- 2004 The Taking (Az eljövetel)
- 2004 Life is Good! Lessons in Joyful Living (társszerző Trixie Koontz)
- 2005 Prodigal Son (Dean Koontz's Frankenstein, book 1) (A tékozló fiú – A Frankenstein sorozat első kötete) (társszerző Kevin J. Anderson)
- 2005 Velocity (Kényszerjátszma)
- 2005 City of Night (Dean Koontz's Frankenstein, book 2) (Az éj városa – A Frankenstein sorozat második kötete) (társszerző Ed Gorman)
- 2005 Forever Odd (A lélekgyűjtő – Odd Thomas második története)
- 2005 Christmas Is Good!: Trixie Treats And Holiday Wisdom (társszerző Trixie Koontz)
- 2006 The Husband (Váltságdíj)
- 2006 Brother Odd (A szerzetes – Odd Thomas harmadik története)
- 2007 The Good Guy (A védelmező)
- 2007 The Darkest Evening of the Year (A legsötétebb éjszaka)
- 2008 Odd Hours (Kései órán – Odd Thomas negyedik története)
- 2008 Bliss to You: Trixie's Guide to a Happy Life (társszerző Trixie Koontz)
- 2008 Your Heart Belongs to Me
- 2009 Dead and Alive (Dean Koontz's Frankenstein, book 3) (Élve és holtan – A Frankenstein sorozat harmadik kötete)
- 2009 Relentless (A bosszúálló)
- 2009 A Big Little Life: A Memoir of a Joyful Dog
- 2009 Nevermore
- 2009 Breathless
- 2009 I, Trixie, Who is Dog
- 2010 Lost Souls (Dean Koontz's Frankenstein, book 4) (Elkárhozott lelkek – A Frankenstein sorozat negyedik kötete)
- 2010 Darkness Under the Sun: A Tale of Suspense (novella)
- 2010 Trixie & Jinx
- 2010 What the Night Knows (Az éjszaka titka)
- 2011 Dead Town (Dean Koontz's Frankenstein, book 5) (A halott város – A Frankenstein sorozat ötödik kötete)
- 2011 77 Shadow Street (Shadow street 77.)
- 2012 Odd Apocalypse (Világvége – Odd Thomas ötödik története)
- 2013 Deeply Odd (Másvilág – Odd Thomas hatodik története)
- 2014 Innocence (Ártatlanság)
- (NA) Saint Odd (Odd Thomas hetedik története)

## Megfilmesített művei
| Filmváltozatok | Filmváltozatok |
| --- | -------------- |
| 1977 Demon Seed (rendezte: Donald Cammell magyar cím: A komputer gyermeke) Dr. Alex Harris (Fritz Weaver) egy különleges emberi képességekkel rendelkező briliáns tudós, aki egy varázslatos cyber számítógépet fejleszt ki. IV. Proteus azonban a szökését tervezgeti a laboratóriumból. Végül végez az asszisztenssel (Gerrit Graham), mielőtt Harry feleségét, Susant (Julie Christie), azzal fenyegetné, hogy elrabolja és megerőszakolja. Szereplők: - Fritz Weaver (Alex Harris) - Julie Christie (Susan Harris) - Gerrit Graham (Walter Gabler) - Berry Kroeger (Petrosian) - Lisa Lu (Soon Yen) 1981 The Funhouse (rendezte: Tobe Hooper) 1988 Watchers (rendezte: Jon Hess) 1990 Watchers (rendezte: Thierry Notz) 1990 Whispers (rendezte: Douglas Jackson magyar cím: Suttogások) Szereplők: - Eric Christmas (Joshua Rinehart) - Walter Massey (bankigazgató) - Linda Sorenson(Kayla) - Jackie Burroughs (Mrs. Yancey) - Chris Sarandon (Tony) - Vlasta Vrana (Laurenski serif) - Victoria Tennant (Hilary) - Peter MacNeill (Frank) - Jean Leclerc (Bruno) 1990 The Face of Fear (rendezte: Farhad Mann magyar cím: A félelem hálójában) Szereplők: - Bob Balaban (Ira Preduski) - Lee Horsley (Graham Harris) - Pam Dawber (Connie Weaver) - William Sadler (Anthony Prine) - Kevin Conroy (Frank Dwight Bollinger) - Walter Addison (Schiller) - Donna Theodore (Edna Mowry) 1991 The Servants of Twilight (rendezte: Jeffery Obrow magyar cím: A szürkület szolgái) Szereplők: - Bruce Greenwood (Charlie Harrison) - Belinda Bauer (Christine Scavello) - Richard Bradford (Henry Rankin) - Jarrett Lennon (Joey Scavello) - Grace Zabriskie (Grace Spivey) 1994 Watchers III (rendezte: Jeremy Stanford) 1995 Hideaway (rendezte: Brett Leonard magyar cím: Rejtekhely) Hatch Harrisont visszahozták a klinikai halál állapotából. Az újjáélesztés alatt különös dolgokat látott. Fölébred, de a víziók folytatódnak. Szeme előtt kegyetlen gyilkosságok képei vonulnak el, és rá kell jönnie, hogy ezeket a gyilkosságokat ő követi el. Nem érti, mi történik. Felesége aggódik. Először Hatchért, de lassan kénytelen belátni, hogy a saját élete és lánya biztonsága forog kockán. Kiderül, hogy az orvosnak nem ez volt az első újjáélesztési kísérlete. Két lélek próbál osztozni az egyetlen testen. Amit Hatch lát és érez, azt egy mániákus gyilkos is érzékeli, az ő gondolatai pedig Harrison fejében születnek meg. És az őrült legújabb ötlete nem más, mint hogy végezzen a férfi családjával. És senki sem tudja, melyik énje kerekedik felül... Szereplők: - Christine Lahti (Lindsey Harrison) - Rae Dawn Chong (Rose Orwetto) - Alfred Molina (Dr. Jonas Nyebern) - Suzy Joachim (Dr. Kari Dovell) - Jeremy Sisto (Vassago) 1997 Intensity (rendezte: Yves Semineau) 1997 Phantoms (rendezte: Joe Chappelle magyar cím: Fantomok) Testvérpár érkezik a coloradói síparadicsomba. Minden csendesnek tűnik. Snowfield holt város, egykori lakosai közül 150 halott, 350 eltűnt, akiknek sorsáról csak egy tükörre írt sietős üzenet árulkodik. A seriff segítségével a lányok eljutnak doktor Flyte-hoz, aki a környék ismerője és ért a megmagyarázhatatlan dolgok nyelvén. A veszély a Föld alól jön. Kezdetlegesnek tűnő, formátlan, de gondolkodó élősködők falják fel az embereket. Honnan jöttek és hová tartanak? Meg kell fejteni titkukat, mielőtt elterjedne a pánik az emberiség között. Dean R. Koontz saját bestselleréből írta a film forgatókönyvét. Szereplők: - Ben Affleck - Liev Schreiber - Peter O’Toole - Rose McGowan - Robert Knepper - Nicky Katt - Judith Drake - Joanna Going - Clifton Powell 1998 Mr. Murder (rendezte: Dick Lowery magyar cím: Mr. Murder – A tökéletes gyilkos) Aznap, mikor a klónja megszületik, Marty Stillwater, bár nincs tudatában az eseménynek, elmondhatatlan félelmet érez, melynek nem ismeri a magyarázatát. Hét évvel később, mikor Marty szemtől szembe kerül gonosz hasonmásával, aki arra készül, hogy elvegye az életét és családját, Marty rádöbben, hogy félelme több mint indokolt volt. A klónozási folyamatot végző orvosok eredeti terve az volt, hogy munkájukkal jobbá teszik a világot, de elkövetnek egy hibát, nem a megfelelő alanyt klónozzák. A teremtmény, akinek nincsenek emlékei, nincs lelkiismerete, egyetlen szó nélkül gyilkol, és semmi könyörület sincs benne. Mikor egy nap meglátja Marty fényképét az újságban, azonnal megszületik benne a meggyőződés, hogy Marty, a hasonmása elvette tőle az életét, így elindul, hogy visszaszerezze szerető családját. Szereplők: - James Coburn - Bill Smitrovich - Julie Warner - Stephen Baldwin - Thomas Haden Church - Dennis Creaghan - Don McManus 1998 Watchers Reborn 2000 Sole Survivor (rendezte: Mikael Salomon magyar cím: Az egyetlen túlélő) Joe Carpenter újságíró (Billy Zane) elvesztette feleségét és kislányát egy repülőszerencsétlenségben. Évekkel később rájön, hogy a tragédiának köze van egy félresikerült tudományos kutatáshoz, amelyben gyerekeken végeztek tiltott kísérleteket. Amikor meglátogatja szerettei sírját, egy nőt talál ott, Rose-t (Gloria Reuben), aki felettébb érdeklődik családja sorsa iránt. Rose a lezuhant repülő egyetlen túlélőjének mondja magát. Egy természetfeletti képességekkel rendelkező kislány életét próbálja megmenteni a titkos szervezettől. Azonban a nyomukra akadnak, bérgyilkosokat küldenek rájuk, és lelkileg terrorizálják mindhármukat. Szereplők: - Gloria Reuben (Rose) - John C. McGinley (Yates) - Isabella Hofmann (Barbara Chrisman) - Billy Zane (Joe Carpenter) - Mitchell Kosterman (Becker) - Dan Joffre (Dewey) - Glenn Morshower (Robert Donner) 2001 Black River (rendezte: Jeff Bleckner minisorozat) 2004 Frankenstein (rendezte: Marcus Nispel) magyar cím: Frankenstein: Újratöltve) Szereplők: - Parker Posey - Adam Goldberg - Thomas Kretschmann - Vincent Perez - Ivana Milicevic 2013 Odd Thomas (rendezte: Stephen Sommers) magyar cím: Odd Thomas – A halottlátó) Szereplők: - Anton Yelchin - Willem Dafoe - Addison Timlin - Ashley Sommers - Nico Tortorella - Kyle McKeever - Shuler Hensley |                |

## Magyarul megjelent regényeinek rövid tartalma
Összetörve
A Thunderbird Philadelphiából indult. Az úti cél: a nyugati part. Alex és a tizenegy éves Colin gondtalan autózásra számított új otthonukig, San Franciscóig, ahol már vár rájuk Courtney, Alex menyasszonya, Colin nővére. Ám egyszercsak feltűnik mögöttük egy kisbusz. S ők akármit tesznek, bárhová rejtőznek, az makacsul követi őket. Hogy miért, az csakhamar kiderül: valaki az életükre tör. Sejtelmük sincs miért, kinek állhatnak az útjában, miért válik rémálommá a kellemesnek ígérkező utazás.
Téli hold
Egy kábítószertől őrült hollywoodi sztárrendező Los Angeles utcáira viszi a poklot. Jac McGarvey, a hősiesen küzdő rendőrtiszt súlyosan megsebesül, hosszú időre az ágy foglyává válik. Míg felépül, felesége és gyermeke egyedül néznek szembe az erőszaktól megvadult város bűnözőivel és a rendező fanatikus imádóival. Ezalatt a Montana állam eldugott sarkában élő Eduardo Fernandez egy éjjel különös jelenségre lesz figyelmes: a háza közelében álló fenyők túlvilági fénnyel izzanak. A férfi úgy érzi, valaki figyeli őt a téli erdőből… Az évszakok változásával kiderül, az erdő lakói a titokzatos jelenlét szövetségeseivé váltak. Fernandez mind többször lesz szemtanúja olyan hátborzongató történéseknek, melyek kétségtelenné teszik: rövidesen olyasmivel kell szembenéznie, ami könnyen az ép eszébe, vagy akár az életébe kerülhet. Miközben az események elszabadulnak, a McGarvey család Fernandez montanai ranchára menekül. Itt, ezen a világtól távol eső helyen szembesülnek végzetükkel: egy szörnyű és végletekig könyörtelen ellenséggel, aki elől sem az élők, sem a holtak nem menekülhetnek.
Hideglelés
Miért hajt egy öngyilkosságra egyébként nem gondoló férfi száz mérföldes sebességgel egy kőfalnak? Mi késztet arra egy asszonyt, hogy átszúrja kezét egy húsvillával, szinte odaszegezve magát a vágódeszkához? És miért vetkőzik anyaszült meztelenre a másik, és tesz meg mindent, amit mondanak neki? Mindhármuk viselkedését a tudatalatti félelem irányítja, egy ember által még sohasem birtokolt hatalom vasmarkában. Engedelmes bábbá lesz-e az amerikai kisváros teljes lakossága, egy nagyszabású és sátáni terv első áldozataiként?
Jégcsapda
Koontz egyik korai műve, melynek hangja, stílusa és témaválasztása is eltér a megszokottól. Egyre nagyobb a szárazság a Földön. Egy nemzetközi expedíció az Északi-sark jégrétegéből próbál vizet nyerni, egy nagyobb jégtömb lerobbantásával. Amikor a robbanófejeket elhelyezik, váratlanul tengerrengés alakul ki, s a szökőár leválasztja a robbanóanyaggal teli jégdarabot a jégmezőről. A sarkvidéken hatalmas vihar tombol, a kutatók elveszítik kapcsolatukat a külvilággal, pedig nem csak a természettel kell megküzdeniük, de egy soraikba férkőzött megszállottal is. Az életéért küzdő csapat mit sem sejt arról, hogy a közelben egy orosz tengeralattjáró fogja a segélykérő jeleket.
Rettegés
A történet két szemszögből játszódik. Az első egy, a rendőrség által Hentesnek nevezett gyilkosról szól. Hogyan öli meg áldozatait, milyen brutalitással végez az emberekkel. A másik egy Graham nevű férfiről szól. Régen hegymászó volt, de egy szörnyű baleset következtében súlyos sérüléseket szerzett. De ez nem minden. Médium lett belőle. Bizonyos pillanatokban meglátja a jövőt, és a gyilkos, vagyis a Hentes nevét is látja. Ami rontja Graham esélyeit, az az, hogy mindezt egy TV Show keretében el is árulja. Ekkor elkezdődik a Hentes hajtóvadászata. Hogyan menekül Graham a Hentes kése elől, vagy vérbe fagyva találnak rá, egy elhagyatott sikátorban?
Látomás
Mary Bergen "látó". Gyilkosságokat képes megérezni és meglátni még azelőtt, hogy azok megtörténnének. Egy ideig különleges képességével a rendőrséget segíti. Bár nem hagyják érintetlenül a látott történések, aránylag könnyen túlteszi magát rajtuk. Ám egy napon valami olyat lát, ami kitörölhetetlen nyomot hagy benne. Ettől fogva sorra olyan látomások törnek rá, melyben a gyilkosságok elkövetőjét nem tudja azonosítani. Üvegdíszek kelnek életre és támadnak rá. Sirályok járják kamikáze táncukat a feje felett, férje önvédelmi pisztolya a levegőbe emelkedik, és egyenesen őt veszi célba. S mintha ezek a parajelenségek mind-mind azt akarnák megakadályozni, hogy szembesüljön a rejtőzködő gyilkossal.
Kulcs az éjfélhez
Az amerikai Joanna Rand lassan tíz éve dolgozik Japánban, mint egy nightclub énekesnője. Azóta nem tud szabadulni egy nyomasztó álomtól: valaki vadászik rá. Egy magányos, elmosódott figurát lát maga előtt, aki acél ujjaival egy injekciós tű után nyúl. Felkavarják és kimerítik ezek az álmok. Alex Hunter kitartóan próbál segíteni a gyönyörű, izgalmas nőnek. Határozottan emlékszik, hogy már látta egyszer Joannát, mégpedig egy újságban egy fotón, mely egy szenátor tíz évvel ezelőtt eltűnt lányáról készült. A férfi lassan, fokozatosan ráébreszti szerelmét, hogy nem az, akinek gondolja magát, emlékeit, gondolatvilágát mesterségesen alakították ki. De elfordítja-e a nő az egyetlen kulcsot, mely énje legrejtettebb mélyéig vezet?
Az éjszaka hangjai
A szemérmes, tartózkodó Colin és a népszerű, lányok kedvence Roy jó barátok. Colint szinte elbűvöli a sikert sikerre halmozó Roy, de igen különösnek tartja, hogy Roy egyszer csak arról kezdi faggatni: ölt-e már életében. Vonzalma ugyanakkor töretlen marad élete első barátja iránt, s gyanútlanul belemegy a vérszerződésbe is, mellyel örök szövetséget kötnek egymással. Aztán egy közös fürdőzés Colinék medencéjében kiderül, Roy felsőtestét sebhelyek borítják. Roy újabb és újabb szörnyűségekkel akarja erősíteni a vér pecsétjét szerződésükön, Colin a titok nyomába ered, hogy megmentse mindkettőjüket.
A visszatérő
Hilary Thomas már gyerekkorában megtapasztalhatta, mi is az erőszak. Ami azonban közel a harminchoz éri, az semmi máshoz nem fogható. Fiatal, sikeres írónő, akit Hollywood is felfedezett – s most vadásznak rá… Kegyetlenül, kíméletlenül, kitartóan... Pedig milyen szép is lehetne az élet új szerelmével… A vadász újra és újra visszatér. Hilary megöli, de hiába. A halott mintha feltámadt volna, vagy talán nem is halt meg… Jön, jön a lépcsőn, és Hilary nem tudja megállítani… Ott áll a hálószobája ajtaja előtt…
A sötétség szeme
Egy tizenkét éves kisfiú kirándulni megy iskolatársaival a hegyekbe, de soha többé nem tér vissza. Mindannyian életüket vesztették, legalábbis a hozzátartozóknak ezt mondják. Christina Evans, a valamikori táncosnő, az egyik áldozat anyja egy csillogó Las-Vegas-i műsor producereként debütál. Ám a show sikere sem feledteti vele gyermeke, Danny elvesztését, s a híres ügyvéddel kibontakozó szerelmére is furcsa, természetfeletti jelenségek, rémálmok vetnek árnyékot. Tina fél a saját lakásában: Danny lezárt szobájából hangok szűrődnek ki, valaki felírja a fiú szobájában álló táblára, hogy: NEM HALT MEG, és sorra történnek a hajmeresztőbbnél hajmeresztőbb esetek. A NEM HALT MEG felirat itt is, ott is megjelenik, amerre járnak. A kisfiú keresésére indulnak, amivel egy mindenre elszánt ellenséget szabadítanak magukra.
Maszk
Dr. Carol Tracy egy esős napon elüt az autójával egy elragadó, szőke kislányt. Hogyan is sejthetné, hogy ez az angyali teremtés egyszer az életére tör majd. A kislány megtévesztő, ártatlanságot sugárzó maszkja mögött egy másik lány énje rejtőzik. Egy olyan lányé, aki a reinkarnáció, a lélekvándorlás kifürkészhetetlen szeszélye folytán az angyali kislány testébe költözve készül arra, hogy bosszút álljon anyján egy olyan vétkéért, amit az el sem követett. Különös hangulatú, feszültséggel teli könyv és a bosszúvágy fűtötte gyűlöletről és arról, hogy milyen félrevezető lehet a maszk, amit viselünk.
Amnézia
Susan, a harminc körüli fizikusnő egy ismeretlen városka kórházában ébred. Sejtelme sincs, hogy került oda, sőt, hirtelenjében azt sem tudja, ki ő egyáltalán. Kiderül, hogy majd húsz napja fekszik itt kómában. Lassan visszatérő emlékei között mindent elnyom egy szörnyű kép: vőlegényének tizenhárom évvel ezelőtti kegyetlen meggyilkolása. Majd mintha meg is elevenednének a sötét múlt árnyai. A férfi rég halottnak hitt gyilkosait látja a kórház folyosóján, sőt a halott kedves is megjelenik, mintha a sírból kelt volna ki. Az orvosok szerint Susan csak képzelődik, hallucinál. Ám a rémlátomások egyre valóságosabbak, és egyre erőszakosabban fenyegetik a nőt. Mi történik, mi történt valójában Susannel, a szigorúan titkos amerikai kutatóintézet munkatársával? Hogyan került kórházba, s van-e onnan még szabadulás?
Az ősellenség
Amikor a fiatal orvosnő megérkezik a hegyi üdülőhelyre, ahol nemrég nyitotta meg rendelőjét, a virágzó kis településre érthetetlen csend borul. Mintha kihalt volna… A lakóknak, üdülőknek nyoma veszett, s a doktornő és húga úgy érzi, hogy valaki figyeli őket. A megyei seriff és csapata segítségével elkezdődik a kutatás, mely már-már kilátástalannak tűnő harcba torkollik. De ki ellen? Valami ismeretlen természeti erő? Netán egy rejtőzködő őslény? Vagy maga a Gonosz az, aki a megfejthetetlen szörnyűségek mögött áll? A válasz tudója egyetlen ember: egy szerencsétlen régész, aki húsz éve könyvet írt a történelem rejtélyes tömeges eltűnéseiről, s ezért a szakma sarlatánnak kiáltotta ki, és kiközösítette.
Pokoli hordák
New Yorkban tombol a tél. Jack és Rebecca, a gyilkossági csoport nyomozói különös ügyön dolgoznak. Meggyilkolták az alvilág néhány ismert tagját, csak azt nem tudni, hogyan. A testükön talált nyomok bizonyosan nem fegyvertől származnak. Talán harapások? A rejtélyes gyilkosok egyre bátrabbak, az áldozat egyre több, a nyomok egyre zavarbaejtőbbek. Ki lehet a gyilkos? Talán bandák közti leszámolás folyik? Aligha. Egy napon Jack kislánya ezüstösen izzó szemeket pillant meg az iskolai tankönyvraktárban támadt hirtelen sötétségben...
Végítélet
Egy verőfényes vasárnap délután egy dél-kaliforniai bevásárlóközpont parkolójában Christine Scavello és hatéves kisfia, Joey, egy különös idős asszonnyal találkozik.- Tudom, hogy ki vagy! – kiáltja az öregasszony a gyermeknek, és Joey váratlanul egy fanatikus vallási szekta, a Végítélet Egyháza támadásainak célpontjává válik, akik benne látják az Antikrisztust. Céljuk, hogy elpusztítsák a gonoszt. Joey életére törnek. Megindul a hajtóvadászat a kisfiúért, aki anyja és egy magánnyomozó, Charlie Harrison segítségével próbál megszökni előlük. Ők azonban mindenhol a nyomukban vannak.
A rettegés ajtaja
A kilencéves Melanie öntudatlanul kóborol az utcán, amikor rátalálnak. Mint kiderül, a kislány két, közvetlen környezetéhez tartozó személy megmagyarázhatatlanul brutális meggyilkolását élte túl. Az egyik áldozat az apja. Házuk átkutatása során találják meg azt a szürke szobát, melyben a megszállott pszichológus apa éveken át teljes titokban kísérletezett saját leányán, nem kímélve őt a legszörnyűbb szenvedésektől sem. Melanie élete is veszélyben forog. Csak anyjára számíthat, aki hat év után kapja vissza az annak idején apjával együtt nyomtalanul eltűnt kislányt. A nőnek minden szeretetére és odaadására szüksége van leánya mellett, akit különös, paranormális jelenségek kísérnek. Segítségükre siet egy nyomozó is, akit személyes indítékok is sarkallnak, hogy mindenáron megoldja a rejtélyt, és megmentse a kislányt.
Idegenek
Egy maroknyi ember, más-más városból, más-más háttérrel. Nem volt bennük semmi közös, a félelmet kivéve. Áldozatok voltak. Egy ismeretlen eredetű, gonosz erő tartotta markában az álmaikat, és változtatta lidércnyomássá ébrenlétüket. Kiválasztották őket. Egy semmibe vesző sivatag mélyéről hívta mindannyiukat egy rémisztő emlék, hogy felkeressék ugyanazt a motelt, ahol a döbbenetes igazság várt rájuk...
Virrasztók
Az USA kormánya által pénzelt, szupertitkos laboratóriumban két, genetikailag átformált élőlény lát napvilágot. Az egyik egy fantasztikus kutya, emberi intelligenciával. A másik egy brutálisan agresszív, hibrid szörny. Egy napon mindkettő megszökik, és megkezdődik a hajsza, mely egybefonódik egy férfi és egy nő egymásratalálásának történetével. A regényben a főszereplőknek nem csupán az emberi nem legsötétebb kreatúrájával kell felvenniök a harcot, de a mindenre képes alvilággal és az elszántan nyomozó nemzetbiztonságiakkal is.
Égi jel
Rejtélyes égi jelenség kíséri a férfi érkezését, aki a náci Németországból tesz utazásokat a jövőbe, mégpedig mindannyiszor azért, hogy Laura Shane írónő és szerettei életét megóvja. Egy ideig könnyű dolga van, hiszen a jövőnek minden részletét ismeri. De miért oly fontos számára a sokkal később született amerikai nő? A fantasztikus időutazás történetét Koontz legjobb művei között emlegetik.
Éjfél
A kaliforniai Moonlight Cove polgárai kivetkőznek régi önmagukból. Egyesek érzelem nélküli bábokká válnak, mások átadják magukat legvadabb ösztöneiknek. Azon keveseknek, akik sértetlenül megőrizték énjüket, szörnyű félelmek közepette kell élniük.
A rossz hely
Egy férfi vakon tapogat a sötétben, nem tudja, hol van. Nem tudja, hol lakik, ki is ő valójában, s hogy került a kaliforniai éjszakába. Csak a nevét tudja, és előbb érzi, majd meg is bizonyosodik róla, hogy valami (valaki?) üldözi. Kék fények villannak, amitől ripityára törik a szélvédő, felrobban az autógumi, csődöt mond a kormány. A férfi menekül, de sejtelme sincs, hová, és mi elől. Kezében táska, abban temérdek pénz. Honnan került hozzá? Rejtély. Egy magánnyomozó házaspár igyekszik megfejteni a titkot. Nem sejtik, hogy életük legborzalmasabb erőpróbája vár rájuk.
Hideg tűz
A Hideg tűz főszereplője, Jim Ironheart természetfeletti sugallatra szinte azonnal ott terem, ahol tragédia készülődik, és életeket ment. Holly Thorne, a magányosan élő és a férfiakban csalódott újságírónő figyelmét felkelti ez a titokzatos, vonzó külsejű férfi, aki három hónap alatt tizenkét életet mentett meg. Az újságírónő Jim Ironheart nyomába ered és sikerül a férfi bizalmába férkőznie. Szerelem szövődik közöttük. Holly sok mindent megtud Jimről, a legfontosabbat azonban nem: vajon miféle erő irányítja ezt az embert, miféle látomások kísértik, miért suttog álmában a közelgő ellenségről, aki azért jön, hogy megöljön mindenkit…
Rejtekhely
A Rejtekhely főhősei olyan emberek, akik megjárták a halál birodalmát. Nem egy-két percig tartózkodtak ott, hanem az orvosi csúcstechnikának köszönhetően sokkal tovább időztek a klinikai halál állapotában. Egyikük egy jól menő régiségkereskedés tulajdonosa, másikuk egy elvetemült, pszichopata gyilkos. Nem ismerik egymást, ám a halál megtapasztalása egymás közti üzenetek adására és vételére teszi képessé őket. A két férfi sorsa végzetesen összefonódik: a sátáni gyilkos visszatérése a pokolba csak úgy lehetséges, ha találkoznak. Találkozásukig azonban hosszú és véres út vezet…
Mr. Murder
A regény főhőse, Martin Stillwater igazán boldognak érezheti magát. Sikeres író és két elbűvölő kislány boldog édesapja. De mindez darabokra hullik, amikor egy esős délután egy idegen tör be az otthonába, és kijelenti: Elloptad a feleségemet, a gyerekeimet, az életemet! Visszaveszem tőled. Az idegen, abban az őrül tudatban, hogy ő az igazi Martin Stillwater, könyörtelen akcióba fog, hogy elpusztítsa Martint, és visszaszerezze azt a családot és azt az életet, melyről úgy hiszi: az övé. A család menekül, de bárhol rejtőzzenek el, üldözőjük megtalálja őket.
A szív sötét folyói
A magányos Spencer Grant betér egy bárba, ahol az egyik pincérnő jóvoltából végre beszélget egy jót. Másnap keresi a lányt, aki azonban nem jelenik meg munkahelyén. A lány háza is sötét, ám az ajtó nyitva. A lakás is üres. Csak a hálószoba falán éktelenkedik egy csótány kinagyított fotója. De nem ez a legmegrázóbb meglepetés. A férfi hirtelen egy kommandós akció kellős közepén találja magát, melyből – bár maga is gyakorlott harcos – csak nagy nehezen menekül meg. De ki ez a lány, akire ekkora erővel vadásznak? A férfi az életét kockáztatva, végül rátalál, s együtt veszik fel a harcot a névtelen és arctalan szervezettel, amely mindenható hatalomként akar az emberekre telepedni.
Végsőkig
Chyna Shepherd álmatlanul bámulja a holdfényben fürdő szőlőt a vendégszoba ablakából. Gyermekkori megpróbáltatásai magyarázzák, hogy az első napon mindig rossz előérzet gyötri, ha idegenben éjszakázik. Egyszer csak velőtrázó sikoltás döbbenti rá a minden balsejtelmét túlszárnyaló igazságra… Chyna szívében páni félelemmel, mégis rettenthetetlenül követi az eszelős gyilkost. A fiatal nő a józan ész határát is túllépő elszántsággal, életét is kockára téve száll szembe a gonosszal, hogy legyőzze saját múltját, és megmentsen egy ártatlan életet.
A túlélő
Joe Carpenter, egy repülőgép-szerencsétlenség során – 330 halott, nincs túlélő – elveszti a feleségét és két kislányát. Egy évvel a tragédiát követően, amikor már úgy érzi, csak öngyilkosság révén juthat ki élete romjai alól, találkozik egy titokzatos nővel. Rose azt állítja, ő is a lezuhant gép utasai közé tartozott, s túlélte a katasztrófát. Joe-t kétségek gyötrik. Lehet, hogy a hatóságok eltitkolnak valamit az áldozatok hozzátartozói elől? Elképzelhető, hogy nem csupán egy túlélő van? Rose talán tudja a választ. A férfi nyomozásba kezd, és szembe találja magát egy titkos szervezettel, amely bármire képes, hogy megállítsa a túlélőt, mielőtt nyilvánosságra hozhatná a katasztrófa részleteit.
Tiktak
Tommy Phan családja Saigon eleste után a kommunista rémuralom elől Amerikába menekül. Tommy lelkesen ölel magához mindent, ami amerikai, vietnami múltja azonban nyomasztja, megpróbálja elfelejteni. Aztán egy este – már mint sikeres krimiíró – egy rongybabát talál házának verandáján… És elkezdődik a rémálom. A rongybaba egyszer csak átalakul szörnnyé, és Tommy csak nehezen menekül el romhalmazzá vált házából. Vadonatúj Corvette-je hamarosan ugyancsak totálkáros lesz, ráadásul ki is gyullad. És a tűzben a szörny a kétszeresére nő. Tommy tudja, hogy életéből csak órák vannak hátra. Ám megjelenik egy gyönyörű, kissé őrült nő, aki megpróbál segíteni…
Ne félj!
Egy titkos katonai kutatóbázison emberi géneket ültetnek be bizonyos állatokba, hogy növeljék intelligenciájukat. A kísérlet váratlan és katasztrófával fenyegető fordulatot vesz. A bázis melletti kisvárosban, a kaliforniai Moonlight Bayben éli különös életét Christopher Snow. A fiatalember nappal nem mozdul ki elsötétített lakásából, mert egy igen ritka genetikai rendellenességben szenved: nem tudja elviselni a fényt. Így csak éjszaka élhet igazán. Ő és csakis ő lehet az, aki, minden félelmen felülkerekedve, felveheti a harcot a békés városkát fenyegető árnyakkal.
Idegen emlékek
Martie Rhodes, a sikeres fiatalasszony hetente elkíséri a pszichiáterhez pánikbetegségben szenvedő barátnőjét, aki több mint másfél esztendeje nem mer kilépni a lakásából. Egy idő után azonban önmagán is különös tüneteket észlel. Először az árnyékától retten meg az utcán, azután a tükörképétől, majd a leghétköznapibb tárgyak is iszonyatos képeket villantanak fel képzeletében. Az ismerős pszichiáter elkezdi kezelni Martie-t, akinek a férje egyre több gyanús jelre lesz figyelmes. Fokozatosan rájön, hogy valaki manipulálja mindkettejüket, bizarr emlékképeket ültet el agyukba. És elindul a halálos versenyfutás, hiszen az életük a tét…
Az éjszaka foglya
Moonlight Bay. Kalifornia. Városka egy csodaszép öböl partján. A békés, félreeső településről egyszer csak eltűnik egy gyermek. Majd újabbak és újabbak, mindannyiszor éjszaka. A rendőrség nem tud, de nem is akar lépni, mert egy félelmetes és titokzatos hatalom tartja kézben a hatóság embereit. Egyedül Christopher Snow képes felvenni a harcot a városkát, és az egész emberiséget, fenyegető sötét erőkkel. Ő, aki csak éjszaka élhet igazán, mert egy ritka genetikai rendellenesség következtében nem tudja elviselni a fényt. Volt barátnője ötéves fiát indul el keresni, akinek ugyancsak nyoma veszett.
A szeme sarkából
Három ember útja egyszer csak keresztezi egymást… Bartholomew Lampion a kaliforniai Bright Bachben látja meg a napvilágot egy tragédiákkal teli napon. Hároméves, amikor elveszíti a szeme világát. A vak kisfiúról hamarosan kiderül, hogy csodás képességek birtokosa. Bright Beachtől több ezer mérföldnyire, egy ördögi figura tudomást szerez arról, hogy halálos ellenségét Bartholomew-nak hívják. Fogalma sincs róla, ki is az az ember, és miért tör az életére, de úgy dönt, felkutatja, és bosszút áll. San Franciscóban születik egy lány, egy napon a fiúval. Világrajöttének körülményei olyanok, hogy a csodával határos módon marad csak életben. Sorsa összefonódik Bartholomew-éval és az őt üldöző férfiéval.
Menekülés
Preston Maddoc fanatikus ufó hívő. Ettől még békében élhetne családjával, ám olyan elveket is követ, ami már több ember életébe került. Nevelt lánya, Leilani mozgássérült, s Preston azt állítja, hogy a földönkívüliek még közelgő tizedik születésnapja előtt meggyógyítják. Leilani azonban retteg az ígért csodától, mivel szintén sérült bátyja már „elsétált a csillagokba”, miután apja magával vitte, hogy felkutassák a „gyógyító” idegeneket. Most pedig rajta a sor, vele akarják végigjárni a híres ufó észlelések helyszíneit. A kislány megismerkedik Micky Belsonggal, egy fiatal nővel, akire nagy hatást gyakorol sugárzó személyiségével, törhetetlen életszeretetével. Mickynek mindent elmond, amit apjáról tud, s a nő – miután Leilani és családja egy reggel eltűnik – elindul, hogy megkeresse őket. A kutatásba bekapcsolódik egy magánnyomozó, s egy különös kisfiú is, aki után szintén nyomoznak.
A hold fényénél
Dylan O'Conner, a tehetséges fiatal festő és autista öccse, Shep egy művészeti fesztiválra utaznak, amikor egy út menti motelben valaki rájuk támad, s egy ismeretlen anyagot fecskendez Dylan ereibe. Az idegen csak annyit mond neki, hogy ha szerencséje van, az anyag jó irányba fordíthatja a sorsát, ám meg is ölheti. Ráadásul menekülnie kell, mert megtudja, hogy hamarosan a nyomában lesznek az anyag hordozóira vadászó ellenségek. Dylan és Shep hamarosan találkozik a csinos humoristanővel, Jillian Jacksonnal, aki ugyancsak kapott a szerből. Együtt menekülnek mindent látó üldözőik elől, miközben mindkettejükön egyre furcsább tünetek mutatkoznak. Szárnyak százainak suhogása, gyertyák lobogó fénye kíséri őket útjukon…
Az Arc
Milliók rajonganak Hollywood talán leghódítóbb sztárjáért, ám hírneve egy beteg lélek figyelmét is felkelti. Minden tekintetben rendezett, fényűző élete forog kockán azt követően, hogy rémisztő és titokzatos „üzenetek” jutnak át legendás birtokának falán, kijátszva a tökéletesnek tartott védelmi rendszert. A sztár biztonságáért felelős exrendőrnek, Ethan Trumannak fogalma sincs, mindez hogy lehetséges. A férfi elszántan igyekszik a bomlott agyú, de rendkívül találékony gyilkos nyomára bukkanni. Ethannak a saját tragikus múltjával és a halálos fenyegetettség előérzetével kell szembenéznie, miközben mindent elkövet, hogy felfedje a hátborzongató talányt.
A halottlátó
A 21 éves fiatalember, Odd Thomas, egy csendes és békés amerikai kisvárosban, Pico Mundóban éli hétköznapi, ugyanakkor nem mindennapi eseményekben bővelkedő életét. Odd ugyanis különösen erős hatodik érzékkel rendelkezik, amely lehetővé teszi számára, hogy lássa a világunkban rekedt holtak szellemét, és esetenként segítsen nekik továbblépni a következő világba. A gonosz szellemek sem maradnak rejtve előtte, amelyek megjelenése mindig valami baljós eseményt vetít előre. És mostanában egyre gyakoribbak a rossz előjelek. Egyre több gonosz lény kószál a városka utcáin, majd rálőnek a rendőrfőnökre. Odd tudja, hogy valami hatalmas tragédia közeleg. A fiú minden erejét bevetve igyekszik a gyilkosok nyomára bukkanni, és megakadályozni a mészárlást, de az idő egyre fogy…
Az eljövetel
Molly és férje, Neil özönvízszerű viharra ébrednek a kaliforniai hegyi városkában. A megállíthatatlanul zuhogó eső különös, ezüstös fénnyel ragyog, s furcsa szagot áraszt. Másnap estére megszűnik minden rádió, televízió és telefon összeköttetés. Áthatolhatatlan köd telepszik a vidékre, ami a mindaddig békés kisvárost szellem labirintussá változtatja. Az éjben különös, ijesztő zajok hallatszanak, a távolban pedig – az esőn és ködön át – titokzatos fények kavarognak és villognak a fák fölött. A világtól elvágott Molly, Neil és maroknyi csapata olyan dolgokkal találják szembe magukat, amelyek elől nincs menekvés.
A tékozló fiú
Deucalion a rejtélyes, tetovált szemfényvesztő évszázadok óta járja a világot, miközben rettenetes titok nyomasztja. Nem anya szülte és nem is Isten teremtette, hanem egy ember, az őrült Frankenstein, akit mindenki mással együtt ő is rég halottnak hisz. A mai New Orleansban a régi lángok ismét fellobbannak, a hajdani rémtörténet alakjai ismét az élő emberek között mozognak. Nem csupán Frankenstein teremtménye maradt életben, de maga a tébolyult tudós is. Él, alkot, új terveket sző, és Victor Helios néven, a legmodernebb technikával teremti az Új Faj egyedeit, hogy velük váltsa valóra eddigi legeszelősebb tervét.Senki sem állíthatja meg Victort. Senki, talán csak egy cinikus nyomozónő, és a társa, valamint Frankenstein legelső teremtménye: a tékozló fiú.
Kényszerjátszma
A bárpultos Billy Wiles egyhangú élete egy csapásra megváltozik, amikor egyik este autója szélvédőjén különös üzenetet talál. Először azt hiszi, rossz tréfa az egész, ugyanis a cetli írója bizarr választás elé állítja: azt írja, attól függően választ, hogy kit fog másnap megölni, hogy Billy értesíti-e a rendőrséget. Gyorsan kiderül, hogy szó sincs tréfáról. Billynek be kell látnia, hogy egy őrülttel van dolga, s akár akarja, akár nem, egyre jobban belekeveredik a rémes játszmába. Célponttá s gyanúsítottá válik egyszerre, s mindennél jobban retteg attól, hogy a gyilkos megtalálja kómában fekvő barátnőjét, Barbarát…
Az éj városa
Mary Shelley legendás regényének alakjáról kiderült, hogy nem pusztán a képzelet szülötte. Victor Frankenstein, az őrült tudós életben maradt, és még mindig alkot – ezúttal New Orleans-ban. Zsenialitását és a modern kor tudományának eredményeit felhasználva kifejlesztette az Új Fajt. Teremtőnek képzeli magát, és a tartályban tenyésztett, beprogramozott agyú neonemberekkel akarja magához ragadni a világ irányítását. A folyamat elindult. Frankenstein gyilkosai sorra végeznek a város befolyásos politikusaival, hivatalnokaival, egyházi vezetőivel. A megölt emberek helyére replikánsok kerülnek, akik feltétel nélküli engedelmességgel tartoznak teremtőjüknek. Folyik a neonemberek előállítása: már több ezer lélegzik, él és tevékenykedik a városban. Az ördögi tervet csupán hárman akadályozhatják meg: egy nyomozónő és a társa, valamint Frankenstein első teremtménye, aki ismét alkotója ellen fordul.
Lélekgyűjtő
A Halottlátó című regényben megismert Odd Thomas, ez a különleges képességekkel megáldott fiatalember újabb rejtély nyomába ered. Egy napon Odd éjszakai nyugalmát egy szellem zavarja meg, akinek fiát, Dannyt elrabolják. A fiú Odd gyermekkori jó barátja, s egy különleges betegségben szenved. Mindenki a legrosszabbtól tart, de Odd vállalja, hogy megkeresi Dannyt, és hatodik érzéke segítségével el is jut hozzá. Útja során nemcsak világunkban rekedt halott lelkekkel találkozik, hanem egy különösen ravasz és gonosz ellenféllel is meg kell küzdenie, aki valójában Odd lelkét akarja megszerezni.
Váltságdíj
Egy hétköznapi délután egy hétköznapi ember rémálomba illő üzenetet kap: „Elkaptuk a feleségét. Kétmillió kápéért visszakaphatja.” A hívó nem viccel. Pedig Mitch, a kertész hogyan is tudna előteremteni ennyi pénzt. Ám a zsaroló úgy gondolja, képes rá, ha valóban szereti a feleségét. Hatvan órája van, hogy ezt bebizonyítsa, s előteremtse az óriási összeget.
A szerzetes
Odd Thomas, a különösen erős hatodik érzékkel megvert-megáldott fiatalember, a kaliforniai sivatagban fekvő szülővárosából egy szeles, hófútta hegyvidéken álló kolostorba vonul vissza, hogy magára találjon, s újra teljes életet élhessen. Ám a bajok valahogy mindig rátalálnak. A gonosz ott ólálkodik a kolostor körül, s Oddnak jut a feladat, hogy megvédje tőle az apátság kórházában élő sérült gyerekek életét. Csakhogy fogalma sincs mi ellen kell védekeznie. A titokzatos ellenség ugyanis olyan természetfeletti tulajdonságokkal bír, amilyeneket még ő sem látott soha…
Kései órán
Odd Thomast, az önironikus humorral megáldott fiatal szakácsot ezúttal egy kis tengerparti városkában látjuk viszont, s hamar bebizonyosodik, hogy különösen erős hatodik érzéke nem azért vezérelte ide, hogy nyaraljon. Rémálmaiban egy mindent elnyelő vörös áradat üldözi, s a valóság sem sokkal rózsásabb. Meggyűlik a baja a helyi hatóságokkal, s ráadásul nem csak önmagát kéne kihúznia a csávából. Megismerkedik egy rendkívül különös lánnyal, Annamariával, akinek sorsáért furcsa felelősséget érez, s aki valamiképpen kapcsolatban áll az álombéli, de egyre inkább valósággá váló globális fenyegetéssel. Közben a város óráról órára nagyobb ködbe burkolódzik, s a köd mélyéről sárga szemek figyelik a rejtély nyomában járó Odd minden lépését.

## Magyarul
- Rettegés; ford. Gömöri Judit; Interjú, Budapest, 1990
- A rossz hely; ford. Gömöri Judit, Kőrös László; Interjú, Budapest, 1990
- Hideg tűz; ford. Nemes István; Animus–Cherubion, Budapest–Debrecen, 1992
- Hideglelés; ford. Vangel Tibor; Animus–Cherubion, Budapest–Debrecen, 1993
- Virrasztók; ford. Vangel Tibor; Animus, Budapest, 1994
- Éjfél; ford. Both Vilmos; Animus, Budapest, 1994
- Rejtekhely; ford. Vangel Tibor; Animus, Budapest, 1995
- A jéghegy foglyai; Reader's Digest, Budapest, 1997 (Reader's Digest válogatott könyvek)
- Idegenek; ford. Vangel Tibor; Animus, Budapest, 1997
- Téli hold; ford. Vándor Judit, versford. Pollák Tamás; Szukits, Szeged, 1997
- Az éjszaka hangjai; ford. Süle Gábor; Animus, Budapest, 1997
- Mr. Murder; ford. Süle Gábor; Animus, Budapest, 1997
- A túlélő; ford. Szántai Zsolt; Szukits, Szeged, 1998
- Végsőkig; ford. Süle Gábor; Animus, Budapest, 1998
- A rettegés ajtaja; ford. Süle Gábor; Animus, Budapest, 1998
- A visszatérő; ford. Süle Gábor; Animus, Budapest, 1998
- Az éjszaka foglya; ford. Balázs Ildikó; Animus, Budapest, 1999
- A szív sötét folyói; ford. Süle Gábor; Animus, Budapest, 1999
- Tiktak; ford. Süle Gábor; Animus, Budapest, 1999
- Ne félj!; ford. Süle Gábor; Animus, Budapest, 1999
- Idegen emlékek, 1-2.; ford. Kelemen László, Süle Gábor; Animus, Budapest, 2000
- Az ősellenség; ford. Süle Gábor; Animus, Budapest, 2000
- Égi jel; ford. Balázs Ildikó; Animus, Budapest, 2000
- Maszk; ford. Balázs Ildikó; Animus, Budapest, 2001
- A szeme sarkából, 1-2.; ford. Danyi Andrea; Animus, Budapest, 2001
- Kulcs az éjfélhez; ford. Danyi Andrea; Animus, Budapest, 2001
- Látomás; ford. Balázs Ildikó; Animus, Budapest, 2001
- Menekülés; ford. Danyi Andrea; Animus, Budapest, 2002
- Végítélet; ford. Danyi Andrea; Animus, Budapest, 2002
- Amnézia; ford. Danyi Andrea; Animus, Budapest, 2003
- Pokoli hordák; ford. Danyi Andrea; Animus, Budapest, 2003
- A hold fényénél; ford. Danyi Andrea; Animus, Budapest, 2004
- Az arc; ford. Danyi Andrea; Animus, Budapest, 2004
- A halottlátó; ford. Danyi Andrea; Animus, Budapest, 2005
- Az eljövetel; ford. Danyi Andrea; Animus, Budapest, 2005
- A lélekgyűjtő. Odd Thomas újra akcióban; ford. Danyi Andrea; Animus, Budapest, 2006
- Dean Koontz–Kevin J. Anderson: A tékozló fiú. A Frankenstein-trilógia első kötete; ford. Kiss Tamás alapján Szántai Zsolt; Szukits, Szeged, 2006
- Jégcsapda; ford. Danyi Andrea; Animus, Budapest, 2006
- Dean Koontz–Ed Gorman: Az éj városa. A Frankenstein-trilógia második kötete; ford. Szántai Zsolt; Szukits, Szeged, 2007
- Összetörve; ford. Balázs Ildikó; Animus, Budapest, 2007
- A sötétség szeme; ford. Danyi Andrea; Animus, Budapest, 2007
- Váltságdíj; ford. Torma Péter; Animus, Budapest, 2008
- A szerzetes; ford. Balázs Ildikó; Animus, Budapest, 2008
- Kényszerjátszma; ford. Danyi Andrea; Animus, Budapest, 2008
- A legsötétebb éjszaka; ford. Torma Péter, Molnár Edit; Animus, Budapest, 2009
- Kései órán. Odd Thomas új küldetése; ford. Torma Péter; Animus, Budapest, 2009
- A bosszúálló; ford. Molnár Edit; Animus, Budapest, 2010
- A védelmező; ford. Torma Péter; Animus, Budapest, 2010
- Élve és holtan. A Frankenstein-ciklus harmadik kötete; ford. Szántai Zsolt; Szukits, Szeged, 2011
- Az éjszaka titka; ford. Molnár Edit; Animus, Budapest, 2011
- Elkárhozott lelkek. A Frankenstein-ciklus negyedik kötete; ford. Szántai Zsolt; Szukits, Szeged, 2012
- A halott város. A Frankenstein-ciklus ötödik kötete; ford. Szántai Zsolt; Szukits, Szeged, 2012
- Shadow Street 77.; ford. Torma Péter; Animus, Budapest, 2012
- Másvilág. Az Odd Thomas sorozat folytatása; ford. Torma Péter; Animus, Budapest, 2013
- Világvége. Az Odd Thomas sorozat folytatása; ford. Torma Péter; Animus, Budapest, 2013
- Idegen szív; ford. Szántai Zsolt; Szukits, Szeged, 2016
- Ártatlanság; ford. Szántai Zita; Szukits, Szeged, 2018
- Sötét zóna – Jane Hawk sorozat 1; ford. Farkas Veronika; 21. Század Kiadó, 2018
- A suttogószoba – Jane Hawk sorozat 2; ford. Farkas Veronika; 21. Század Kiadó, 2018
- A görbe lépcső – Jane Hawk sorozat 3; ford. Farkas Veronika; 21. Század Kiadó, 2019
- A tiltott ajtó – Jane Hawk sorozat 4; ford. Farkas Veronika; 21. Század Kiadó, 2019
- Az éjszakai ablak. Jane Hawk-sorozat 5.; ford. Farkas Veronika; 21. Század, Budapest, 2020
- Kötődés; ford. Farkas Veronika; 21. Század, Budapest, 2020
- Egy másik hely; ford. Farkas Veronika; Next21, Budapest, 2022
- A másik Emily; ford. Farkas Veronika; Next21, Budapest, 2022
- Quicksilver. A fékezhetetlen; ford. Farkas Veronika; Next21, Budapest, 2023